# Corcelles-en-Beaujolais
Corcelles-en-Beaujolais ist eine französische Gemeinde mit 993 Einwohnern (Stand: 1. Januar 2022) im Département Rhône in der Region Auvergne-Rhône-Alpes. Sie gehört zum Arrondissement Villefranche-sur-Saône und zum Kanton Belleville-en-Beaujolais. Die Einwohner werden Courcellois genannt.

## Geographie
Corcelles-en-Beaujolais liegt etwa 45 Kilometer nordnordwestlich von Lyon im Weinbaugebiet Bourgogne. Umgeben wird Corcelles-en-Beaujolais von den Nachbargemeinden Lancié im Norden, Dracé im Osten, Belleville-en-Beaujolais (mit Saint-Jean-d’Ardières) im Süden sowie Villié-Morgon im Westen.
Durch die Gemeinde führt die frühere Route nationale 6 (heutige D306).

## Bevölkerungsentwicklung
| Jahr                       | 1962 | 1968 | 1975 | 1982 | 1990 | 1999 | 2006 | 2013 |
| Einwohner                  | 498  | 512  | 505  | 564  | 633  | 745  | 713  | 883  |
| Quellen: Cassini und INSEE |      |      |      |      |      |      |      |      |

## Sehenswürdigkeiten

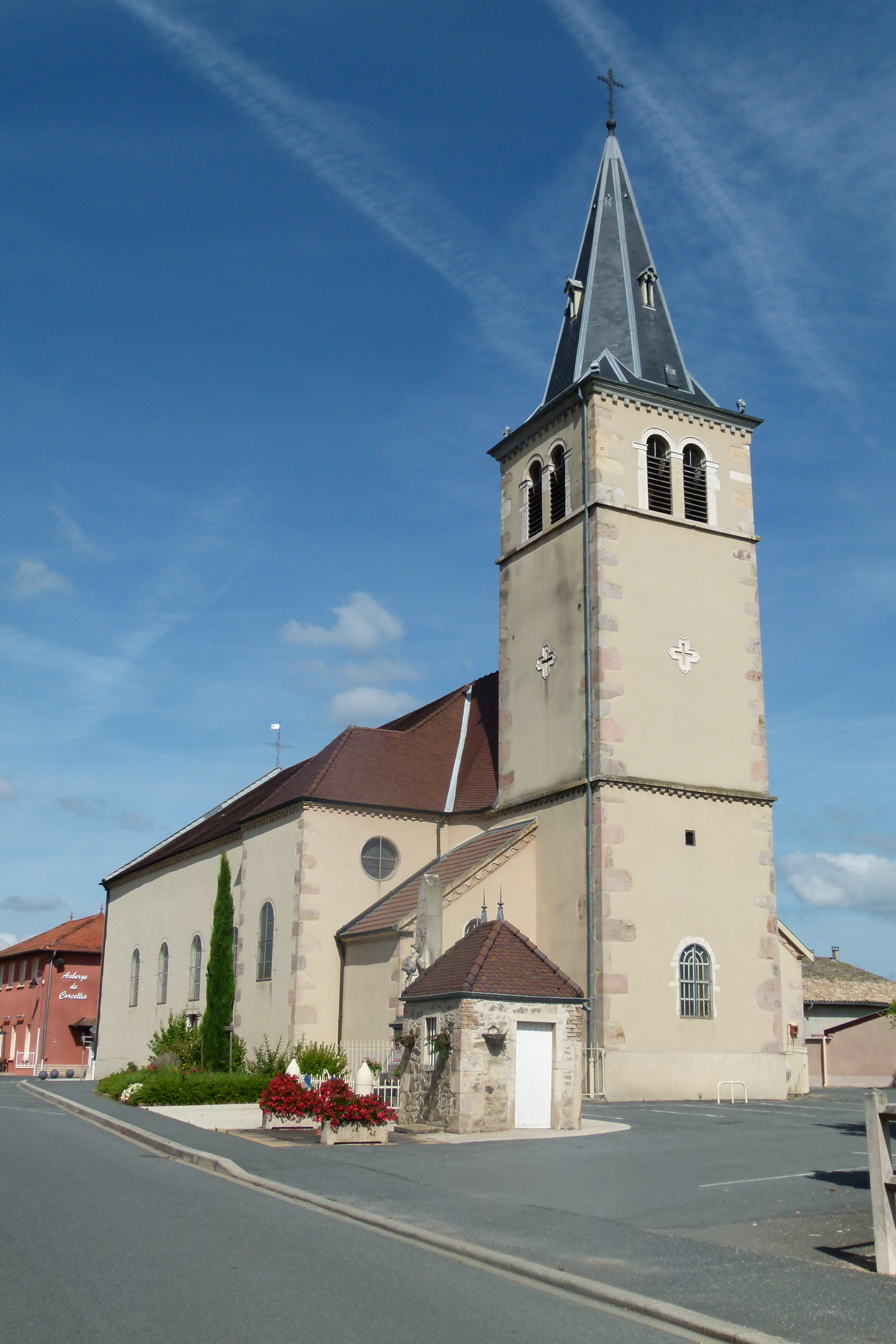
Kirche Saint-Martin
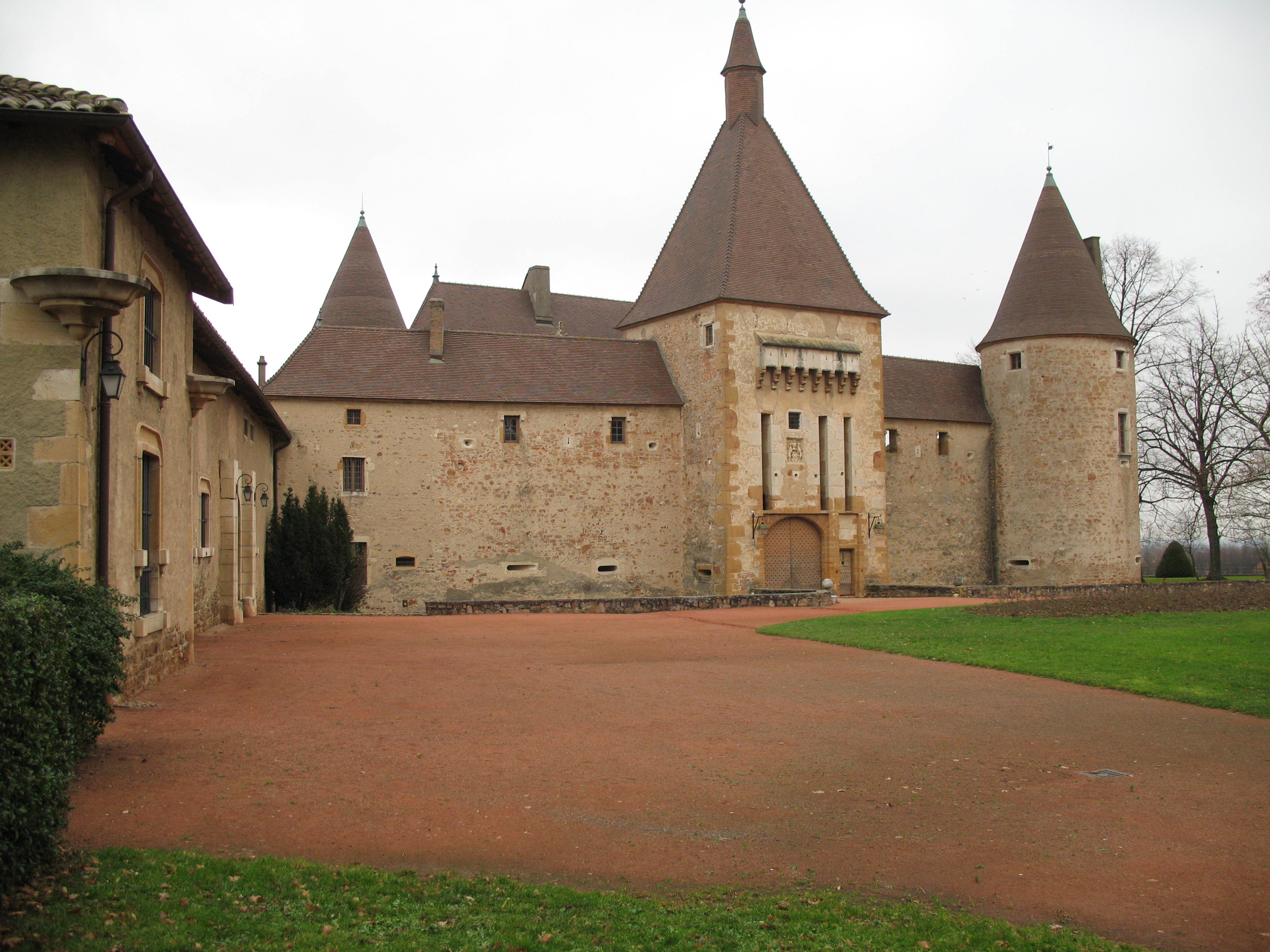
Schloss Corcelles-en-Beaujolais

- Kirche Saint-Martin
- Schloss Corcelles-en-Beaujolais